# Jörg Drehmel
Jörg Drehmel (Trantow, Mecklemburgo-Pomerânia Ocidental, 3 de maio de 1945) é um antigo atleta alemão que, em representação da então Alemanha Oriental, competiu em diversas provas nacionais e internacionais de triplo salto.

## Carreira desportiva
Drehmel começou por tentar a sua sorte no lançamento do dardo e no decatlo antes de mudar para o triplo salto em 1966. O seu primeiro grande sucesso veio com uma vitória nos Campeonatos Europeus de 1970, onde se tornou o primeiro saltador alemão a ultrapassar a marca de 17 metros (17.13 m). No ano seguinte, nos Campeonatos Europeus de Helsínquia, foi o vencedor com a marca de 17.16 m, que só não estabeleceu um novo recorde alemão porque foi obtida com vento irregular. 
Em 1972 participou nos Jogos Olímpicos de Munique, onde obteve a medalha de prata atrás do soviético Viktor Saneyev.
Foi campeão de triplo salto da Alemanha Oriental nos anos de 1969, 1970, 1971, 1972 e 1974.
No final da sua carreira, em 1977, Drehmel dedicou-se ao treinamento de jovens atletas de salto em comprimento e triplo salto. Já depois da reunificação alemã, tornou-se dirigente desportivo do estado de Brandemburgo. Recentemente foi distinguido com o título de treinador honorário de saltos do SC Potsdam da cidade onde reside. 

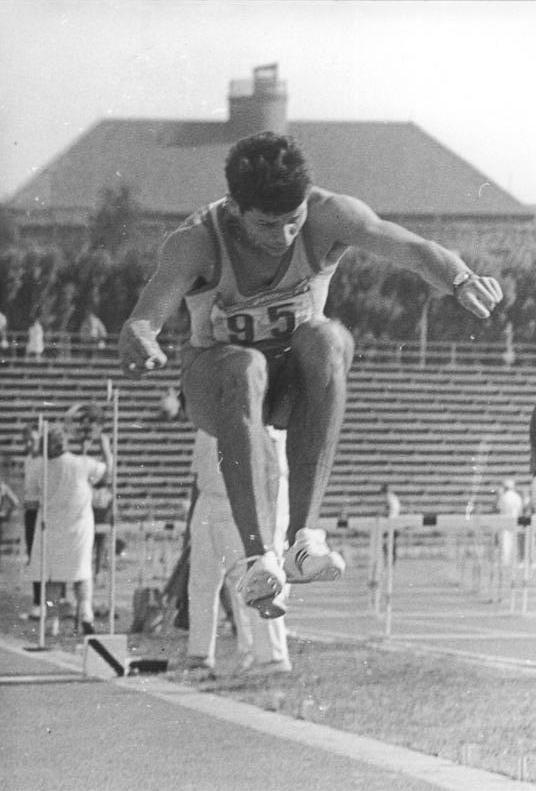
Jörg Drehmel em acção na RDA em 1969.